# 오렌부르크주

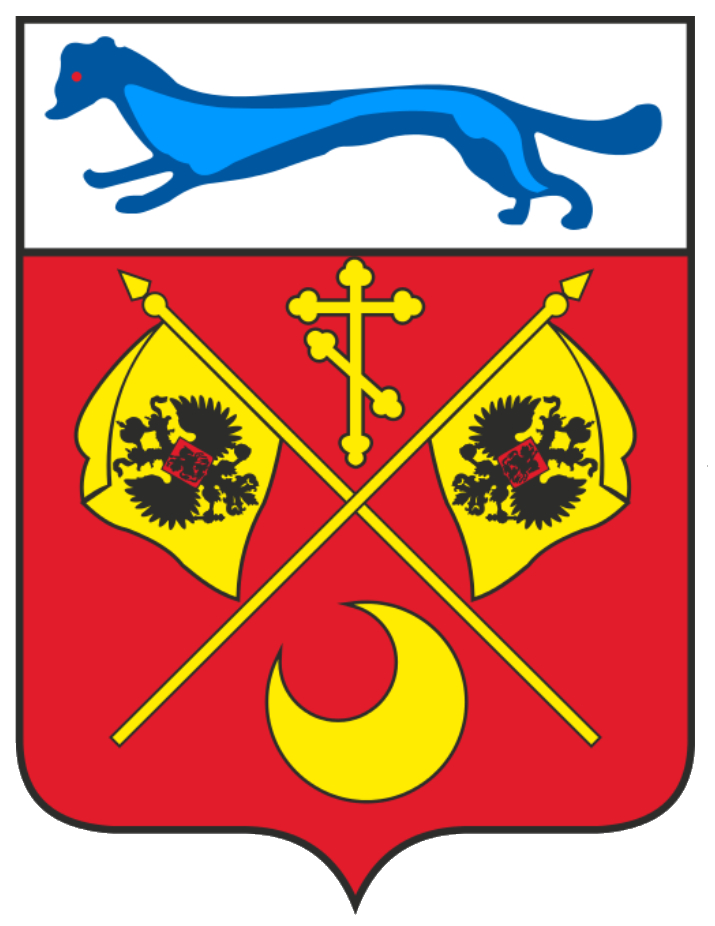
오렌부르크주의 소형 국장

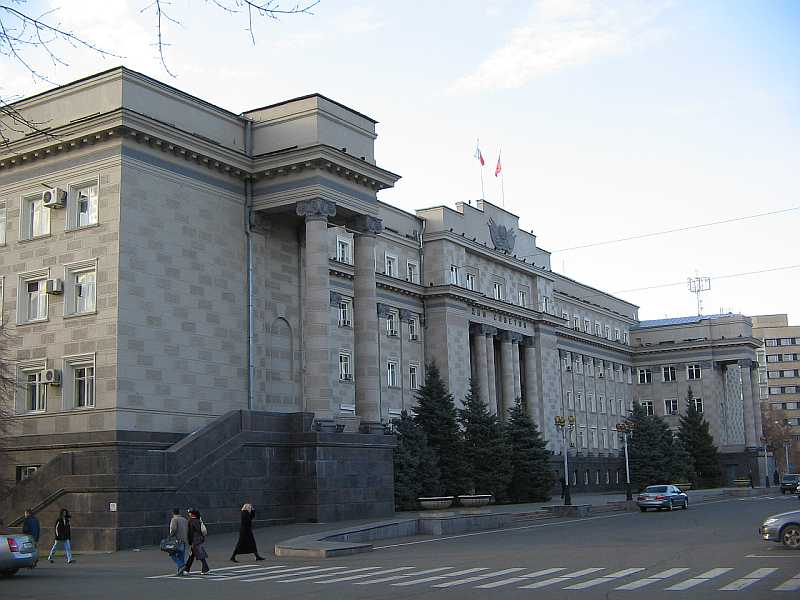
소련의 집 (주 행정중심)

오렌부르크주는 러시아의 연방주체(주)이며 주로 동유럽에 위치하고 있다. 행정중심은 도시인 오렌부르크이다. 1938년부터 1957년까지는 치칼로프주라는 이름을 사용했다. 발레리 치칼로프를 기리기 위해 만들어졌다. 2021년 인구 조사에 따르면 이 도시의 인구는 1,862,767명이다.

## 지리
오렌부르크주의 내부 국경은 북쪽으로는 바시코르토스탄 공화국과 타타르스탄 공화국, 북동쪽으로는 첼랴빈스크주, 서쪽으로는 사마라와 사라토프에 접한다. 오렌부르크는 동쪽과 남쪽으로는 카자흐스탄과 국경을 접한다. 이 주는 유럽과 아시아의 경계에 위치한다. 대부분의 영토는 유럽 러시아의 대륙 분수령 서쪽에 있으며, 동쪽의 작은 지역은 분수령의 아시아 쪽에 있다. 이 주의 가장 중요한 강은 우랄이고, 가장 큰 호수는 샬카르-예가-카라다. 오렌부르크는 북동쪽 위도와 경도가 같은 선을 통과한다. 이 주의 가장 높은 지점은 668 m (2,192 ft) 높이의 나카스이다.

## 역사
18세기 전반, 러시아 제국은 오렌부르크를 포함한 46개의 요새로 이루어진 이르티시 방어선을 건설했다. 이는 카자흐와 준가르 유목민들이 러시아 영토를 침략하는 것을 막기 위한 것이었다.
오렌부르크는 러시아 역사상 가장 큰 농민 반란인 푸가초프의 반란(1773년 ~ 1774년)에서 중요한 역할을 했다.
러시아 내전 동안 이 지역은 1921년~1922년 러시아 대기근의 영향을 크게 받았다.
1941년 제2차 세계 대전 동안 새로 창설된 폴란드 안데르스 군대의 지휘부와 참모부는 부줄루크에 주둔했다. 및 1942년에는 제1 체코슬로바키아 독립 야전 대대가 이곳에 주둔했다. 이후 두 조직 모두 나치 독일에 맞서 싸웠다.
2024년 5월 26일, 우크라이나 드론이 오르스크 근처의 보로네시 M 장거리 레이더 기지를 공격했다.

### 시간대
예카테린부르크 시간 (YEKT)에 놓여 있다. UTC와의 시차는 +0600 (YEKT)이다.

## 주민
대부분이 러시아인(72%)이다. 타타르인（7%）, 카자흐인（5%）, 우크라이나인, 모르드바인, 바시키르인, 독일인들이 거주한다. 독일인들은 카자흐스탄의 국경에서 가까운 도시에 거주한다.
| 민족           | 2002년도의 인구 수 (*보관됨 2012-01-26 - 웨이백 머신) |
| -------------- | ----------------------------------------------------- |
| 러시아인       | 1 611,5 (73,9 %)                                      |
| 타타르인       | 166,0 (7,6 %)                                         |
| 카자흐인       | 125,6 (5,8 %)                                         |
| 우크라이나인   | 76,9 (3,5 %)                                          |
| 바시키르인     | 52,7 (2,4 %)                                          |
| 모르드바인     | 52,5 (2,4 %)                                          |
| 독일인         | 18,1                                                  |
| 추바시인       | 17,2                                                  |
| 아르메니아인   | 10,6                                                  |
| 벨라루스인     | 9,2                                                   |
| 아제르바이잔인 | 7,8                                                   |
| 우즈베크인     | 3,3                                                   |
| 타지크인       | 2,5                                                   |
| 유대인         | 2,0                                                   |
| 체첸인         | 2,0                                                   |
| 집시           | 1,8                                                   |
| 몰도바인       | 1,6                                                   |
| 우드무르트인   | 1,4                                                   |
| 마리인         | 1,4                                                   |
| 한국인         | 1,3                                                   |
| 튀르키예인     | 1,2                                                   |
| 조지아인       | 1,2                                                   |

| 연도                | 인구      | ±%     |
| ------------------- | --------- | ------ |
| 1897                | 1,600,145 | —      |
| 1926                | 1,492,211 | −6.7%  |
| 1939                | 1,675,000 | +12.2% |
| 1959                | 1,829,481 | +9.2%  |
| 1970                | 2,049,976 | +12.1% |
| 1979                | 2,088,553 | +1.9%  |
| 1989                | 2,174,459 | +4.1%  |
| 2002                | 2,179,551 | +0.2%  |
| 2010                | 2,033,072 | −6.7%  |
| 2021                | 1,862,767 | −8.4%  |
| Source: Census data |           |        |

## 행정 구역

### 군
- 아브둘린스키군 (Абдулинский)
- 아다몹스키군 (Адамовский)
- 아크불락스키군 (Акбулакский)
- 알렉산드롭스키군 (Александровский)
- 아세케옙스키군 (Асекеевский)
- 벨랴옙스키군 (Беляевский)
- 부구루슬란스키군 (Бугурусланский)
- 부줄룩스키군 (Бузулукский)
- 돔바롭스키군 (Домбаровский)
- 가이스키군 (Гайский)
- 그라쳅스키군 (Грачевский)
- 일렉스키군 (Илекский)
- 크라스노그바르데이스키군 (Красногвардейский)
- 쿠르마나옙스키군 (Курманаевский)
- 쿠반딕스키군 (Кувандыкский)
- 크바르켄스키군 (Кваркенский)
- 마트베옙스키군 (Матвеевский)
- 노보오르스키군 (Новоорский)
- 노보세르기옙스키군 (Новосергиевский)
- 옥탸브리스키군 (Октябрьский)
- 오렌부륵스키군 (Оренбургский)
- 페레볼로츠키군 (Переволоцкий)
- 페르보마이스키군 (Первомайский)
- 포노마룝스키군 (Пономарёвский)
- 사크마르스키군 (Сакмарский)
- 사락타시스키군 (Саракташский)
- 세베르니군 (Северный)
- 샤를릭스키군 (Шарлыкский)
- 솔일레츠키군 (Соль-Илецкий)
- 소로친스키군 (Сорочинский)
- 스베틀린스키군 (Светлинский)
- 타슐린스키군 (Ташлинский)
- 토츠키군 (Тоцкий)
- 튤간스키군 (Тюльганский)
- 야스넨스키군 (Ясненский)

### 도시
- 아브둘리노
- 부구루슬란
- 부줄루크
- 가이
- 쿠반디크
- 메드노고르스크
- 노보트로이츠크
- 오렌부르크
- 오르스크
- 솔일레츠
- 소로친스크
- 야스니

## 같이 보기
- 흑돌고래 교도소